# Milan Šášik
Milan Šášik (Lehota, 17 settembre 1952 – Užhorod, 14 luglio 2020) è stato un vescovo cattolico slovacco della Chiesa greco-cattolica rutena, ed eparca di Mukačevo.

## Biografia
Nacque il 17 settembre 1952 a Lehota, in Slovacchia. Dopo le scuole primarie e secondarie studiò filosofia e teologia presso il seminario di Bratislava.
Il 31 luglio 1971 entrò nella Congregazione della missione (lazzaristi). Il 27 settembre 1973 emise i voti per la professione perpetua.
Il 6 giugno 1976 fu ordinato sacerdote. Più tardi prestò vari servizi pastorali, prima come cappellano e poi come parroco. Con il permesso della Santa Sede poté celebrare due riti liturgici: greco-cattolica e latino.
Dal 1990 al 1992 studiò presso il Pontificio istituto di spiritualità Teresianum a Roma, dove conseguì un master.
Dal 5 ottobre 1992 al 7 luglio 1998 prestò servizio presso la nunziatura apostolica in Ucraina. In seguito divenne direttore del seminario dei lazzaristi in Slovacchia. Nell'agosto 2000 tornò in Ucraina come parroco in Transcarpazia.
Il 12 novembre 2002 papa Giovanni Paolo II lo nominò vescovo titolare di Bononia e amministratore apostolico ad nutum Sanctae Sedis dell'eparchia di Mukačevo. Il 6 gennaio 2003 fu ordinato vescovo dallo stesso papa.
Il 17 marzo 2010 papa Benedetto XVI lo nominò vescovo eparchiale di Mukačevo.
Morì il 14 luglio 2020 a Užhorod all'età di 67 anni.
Oltre al nativo slovacco sapeva parlare correttamente ucraino, italiano, ceco, russo e polacco.

## Genealogia episcopale e successione apostolica
La genealogia episcopale è:
- Cardinale Scipione Rebiba
- Cardinale Giulio Antonio Santori
- Cardinale Girolamo Bernerio, O.P.
- Arcivescovo Galeazzo Sanvitale
- Cardinale Ludovico Ludovisi
- Cardinale Luigi Caetani
- Cardinale Ulderico Carpegna
- Cardinale Paluzzo Paluzzi Altieri degli Albertoni
- Papa Benedetto XIII
- Papa Benedetto XIV
- Papa Clemente XIII
- Cardinale Enrico Benedetto Stuart
- Papa Leone XII
- Cardinale Chiarissimo Falconieri Mellini
- Cardinale Camillo Di Pietro
- Cardinale Mieczysław Halka Ledóchowski
- Cardinale Jan Maurycy Paweł Puzyna de Kosielsko
- Arcivescovo Józef Bilczewski
- Arcivescovo Bolesław Twardowski
- Arcivescovo Eugeniusz Baziak
- Papa Giovanni Paolo II
- Vescovo Milan Šášik, C.M.

La successione apostolica è:
- Vescovo Nil Jurij Luščak, O.F.M. (2013)